# Orden Asiática de Moral Universal
La Orden Asiática de Moral Universal fue una orden de caballería fundada por la sultana del Mogol Alina de Eldir durante su permanencia en Francia. 
Sus estatutos aprobados el 6 de julio de 1835 merecieron la aprobación de la Santa Sede poco tiempo después. Su objeto era premiar a las personas que se distinguían por sus buenas acciones, mérito y virtudes, cualquiera que sea la nación a la que pertenezcan. Había caballeros honorarios, caballeros, oficiales, comendadores y grandes cruces. 
Desde la muerte de la sultana fundadora, acaecida en 1851, no se ha conferido a persona alguna.